# Longe Demais das Capitais
Longe Demais das Capitais é o álbum de estreia da banda de rock brasileira Engenheiros do Hawaii. O álbum foi gravado nos estúdios da RCA, em São Paulo, em 4 semanas nos meses de maio e junho de 1986, tendo sido lançado no dia 13 de outubro do mesmo ano. Com sonoridade influenciada principalmente pelo ska e pelo reggae, difere bastante do caminho que a banda seguiria a partir do disco seguinte. Ainda, é o único disco gravado pela formação original da banda, já que Marcelo Pitz decidiria deixar o grupo em maio de 1987, sendo substituído pelo guitarrista Augusto Licks, com Humberto Gessinger assumindo o baixo.
O disco foi muito bem divulgado pela gravadora, contando com o lançamento de 1 single ("Toda Forma de Poder"), com 2 músicas suas em trilhas sonoras de novelas, com 2 videoclipes gravados e com diversas participações da banda em programas de TV da época, além de uma extensa turnê nacional para promovê-lo, a Toda Forma de Tour. Desse modo, o álbum alcançou vendagens muito boas em seu primeiro ano, de mais de 130 mil unidades, rendendo o primeiro disco de ouro do grupo.

## Antecedentes
O grupo havia sido formado no final de 1984 para tocar em uma festa do diretório acadêmico da Faculdade de Arquitetura da UFRGS, que aconteceu em 11 de janeiro de 1985. Entretanto, o sucesso foi tão grande que a banda acabou recebendo outros convites para tocar em diversos lugares da capital gaúcha. Inicialmente um quarteto, a formação que gravaria o disco foi estabilizada com a saída de Carlos Stein, que depois montaria o Nenhum de Nós. Além de realizar diversos shows, a banda grava algumas demos e consegue emplacar 3 canções na programação da rádio Ipanema FM: "Spravo", "Segurança" e "Sopa de Letrinhas".
Com o barulho criado com as canções na rádio e os shows, são convidados para tocarem no festival Rock Unificado, em 11 de setembro de 1985. Este festival é muito importante para a nacionalização do rock gaúcho, já que um olheiro da gravadora RCA estava presente e assina contratos com 4 bandas que lá tocaram (Os Replicantes, Garotos da Rua, TNT e os próprios Engenheiros) - mais o DeFalla, que não participou do festival - para gravarem uma coletânea e álbuns de estúdio pela gravadora. Com o lançamento deste disco, em janeiro de 1986, a banda começa a excursionar ainda mais, fazendo os primeiros shows fora do estado. Ainda, participam dos primeiros programas de TV nacionais e recebem cobertura da imprensa fluminense e paulista, com resenhas de shows e entrevistas.

## Gravação e produção
As gravações começaram em meados de maio, nos estúdios da RCA, em São Paulo, e estenderam-se por quatro semanas. Reinaldo Barriga, que havia produzido as canções do grupo que entraram na coletânea Rock Grande do Sul, foi escalado para ser produtor do álbum de estreia da banda também. As gravações transcorreram tranquilamente, com apenas uma música que havia sido gravada na demo para o disco, em 26 de setembro de 1985, ficando de fora do álbum final: "Spravo". Embora a música tivesse tido boa execução as rádios de Porto Alegre, o grupo considerou que ela era demasiadamente ligada à capital gaúcha, com diversas referências a lugares daquela cidade (como os colégios Anchieta e Aplicação), e que isto tornaria a canção hermética para o público nacional.

## Resenha musical
O disco abre com "Toda Forma de Poder", maior sucesso do lançamento. A canção é um típico rock da década e conta com a participação de Nei Lisboa nos vocais, mostrando uma das características da banda e do disco: a junção de opostos com a harmonização de influências contrapostas. Assim, a banda fazia uma homenagem à MPG e ao regionalismo, ao mesmo tempo em que faziam uma sonoridade moderna. "Segurança" havia aparecido na coletânea Rock Grande do Sul e tinha tocado nas rádios com uma roupagem diferente, usando acordeão na introdução. Aqui, a banda substituiu o acordeão por um saxofone, que é tocado por Manito em mais uma junção de opostos e que vai na contramão do que o rock nacional fazia: trazer para tocar no disco alguém associado à Jovem Guarda. Ao mesmo tempo, a música traz percussão em uma referência à música latina. Na sequência, vem "Eu Ligo pra Você" que aparecia na demo gravada para o disco creditada como "É Preciso TV". "Nossas Vidas" é a primeira canção que traz a influência do reggae e do ska, apesar da letra ser muito mais pesada do que o arranjo, trazendo referências existencialistas - com menções ao suicídio, por exemplo. "Fé Nenhuma" conta com um efeito talkbox na guitarra e era uma das canções que o produtor Reinaldo Barriga apostava para fazer sucesso. "Beijos pra Torcida" foi uma canção rápida gravada pela banda sem a presença do produtor e que contém diversas referências à Guerra Fria.
O lado B começa com "Todo Mundo É uma Ilha", outra canção na qual o produtor apostava - o que também explica o lugar que ela ocupa no disco. Esta canção seria regravada no show que deu origem ao disco Filmes de Guerra, Canções de Amor, em 1993, embora não tenha entrado no álbum. Na sequência, a canção-título inicia com uma levada de milonga, construída por guitarra, baixo e bateria, em mais uma referência ao regionalismo. Entretanto, a música em si é um ska também o que mostra a dualidade tradicional/moderno que permeia todo o disco. Ao mesmo tempo, a canção sugere o estranhamento que é tocar rock e morar longe dos grandes centros urbanos do país. "Sweet Begonia" é mais uma influência do reggae e do ska no disco. "Crônica" também foi regravada com outro arranjo para o disco semiacústico de 1993, entrando no álbum. O disco encerra com "Sopa de Letrinhas", a única parceria entre Gessinger e Pitz. É mais uma canção com referências a Os Paralamas do Sucesso e ao The Police, com seu ska acelerado. Entretanto, a letra da música é mais um dos momentos existencialistas do disco.

## Projeto gráfico
A capa do álbum é uma tentativa de se afastar do que a corrente dominante do rock nacional dos anos 1980 propunha: capas com temas urbanos e que traziam "paredes pichadas e latas de lixo em becos escuros". As fotografias foram feitas em um sítio em Gravataí, cidade próxima de Porto Alegre. Na imagem, a cidade é visível ao fundo, o que remete à mistura de influências tradicionais e urbanas que permeia todo o disco. A foto original é em preto e branco, mas a gravadora optou por colorizá-la artificialmente, o que apenas aumentou o estranhamento, já que a colorização remetia, ao mesmo tempo, ao colorido do new wave e às fotos antigas colorizadas artificialmente ou desenhadas no interior do Brasil. A partir do relançamento em CD, em 1999, a capa seria reproduzida em preto e branco, como originalmente planejado.

## Recepção

### Lançamento
O álbum foi lançado em 13 de outubro de 1986, pela gravadora RCA, através do selo RCA-Victor. O lançamento deveria ter acontecido ainda em setembro, quando foram realizados os shows de lançamento, em Porto Alegre, no Teatro Presidente, nos dias 19, 20, 21 e 27. Ainda assim, a gravadora realizou uma boa distribuição e uma ótima divulgação do disco. O álbum contou com o lançamento de um single, com "Toda Forma de Poder", e com a gravação de dois videoclipes. O clipe de "Sopa de Letrinhas" foi gravado de forma quase artesanal, em janeiro de 1986. Já o vídeo de "Toda Forma de Poder" foi gravado profissionalmente em outubro do mesmo ano. Aquele acabaria sendo o primeiro videoclipe brasileiro exibido na programação da MTV americana, em 30 de outubro daquele ano.
Ainda, "Toda Forma de Poder" fez parte da trilha sonora da telenovela global Hipertensão, exibida entre outubro de 1986 e abril do ano seguinte. Já "Segurança" foi incorporada à trilha da novela Corpo Santo, da Rede Manchete, exibida de março à outubro de 1987. Com esta boa divulgação - e com a turnê nacional Toda Forma de Tour, o disco atingiu vendagens superiores a 130 mil unidades no ano de seu lançamento, dando o primeiro disco de ouro à banda.

### Fortuna crítica
| Críticas profissionais      | Críticas profissionais |
| Avaliações da crítica       | Avaliações da crítica  |
| Fonte                       | Avaliação              |
| --------------------------- | ---------------------- |
| Folha de S.Paulo (1986)     | Neutra                 |
| Diário Popular (1986)       | Neutra                 |
| Bizz (1987)                 | Neutra                 |
| Jornal do Brasil (1986)     | Neutra                 |
| Correio Braziliense (1986)  | Neutra                 |
| O Estado de S. Paulo (1986) | Neutra                 |

O álbum de estreia da banda gerou bastante reação da imprensa, mas muito mais na forma de reportagens dando conta da aparição do grupo - já que era uma banda "de fora", isto é, que não era conhecida no centro do país. Assim, a grande maioria das reportagens são entrevistas com o grupo e não resenhas propriamente ditas. As poucas publicações que fazem algum comentário sobre o disco, fazem em tom neutro e apenas de passagem. Neste sentido, entrevistas para O Globo e para a revista Bizz focam mais no estranhamento que o grupo provocava do que na música e no disco. A banda, também, procurava mais soltar uma opinião espalhafatosa sobre o cenário musical brasileiro da época ou sobre outras bandas gaúchas - que pudesse chocar e virar manchete - do que analisar a sério o trabalho. Nestas entrevistas, o grupo é caracterizado pelas influências musicais que aparecem no trabalho, sendo chamados de "Paralamas do Sul". Desse modo, por exemplo, o crítico Jean-Yves de Neufville apenas procura descrever o som do disco como "um rockabilly básico, com fortes influências de reggae". Já outros focam no rótulo que os comparava à banda fluminense.

## Faixas
Lista de faixas dadas pelo Spotify e pela obra citada.
Todas as faixas escritas e compostas por Humberto Gessinger, exceto onde indicado. 
| Lado A |                       |         |  |
| N.º    | Título                | Duração |  |
| 1.     | "Toda Forma de Poder" | 3:15    |  |
| 2.     | "Segurança"           | 3:17    |  |
| 3.     | "Eu Ligo pra Você"    | 3:35    |  |
| 4.     | "Nossas Vidas"        | 3:05    |  |
| 5.     | "Fé Nenhuma"          | 2:45    |  |
| 6.     | "Beijos pra Torcida"  | 1:44    |  |

| Lado B         |                             |                                   |         |  |
| N.º            | Título                      | Compositor(es)                    | Duração |  |
| 1.             | "Todo Mundo É uma Ilha"     |                                   | 2:45    |  |
| 2.             | "Longe Demais das Capitais" |                                   | 4:07    |  |
| 3.             | "Sweet Begonia"             |                                   | 2:30    |  |
| 4.             | "Nada a Ver"                |                                   | 3:18    |  |
| 5.             | "Crônica"                   |                                   | 2:46    |  |
| 6.             | "Sopa de Letrinhas"         | Humberto Gessinger / Marcelo Pitz | 3:08    |  |
| Duração total: | Duração total:              | Duração total:                    | 36:20   |  |

## Créditos
Créditos dados pelas obras citadas.

### Músicos
A Banda
- Humberto Gessinger: Voz e guitarra (modelos Fender Telecaster e Ibanez Allan Holdsworth).
- Marcelo Pitz: Baixo e vocais.
- Carlos Maltz: Bateria, percussão e vocais.

Convidados
- Nei Lisboa: Voz (em "Toda Forma de Poder").
- Manito: Saxofone (em "Segurança").

### Ficha técnica
- Direção artística: Miguel Plopschi
- Coordenação de produção: Guti Carvalho
- Produtor musical: Reinaldo Barriga
- Arte da capa: Carlos Maltz, Eurico Salis e Roberto Silveira
- Fotografia: Eurico Salis